# Couto de Cima
Couto de Cima ist ein Ort und eine ehemalige Gemeinde (Freguesia) im portugiesischen Kreis Viseu. Die Gemeinde hatte 861 Einwohner (Stand 30. Juni 2011).
Am 29. September 2013 wurden die Gemeinden Couto de Cima und Couto de Baixo zur neuen Gemeinde União das Freguesias de Couto de Baixo e Couto de Cima zusammengeschlossen. Couto de Cima ist Sitz dieser neu gebildeten Gemeinde.